# Banana Fish
Рыбка бананка — манга, созданная Акими Ёсидой, которая публиковалась в журнале Bessatsu Shojo Comic с 1985 по 1994 год. На сентябрь 1994 года вышло 19 томов танкобонов. Хотя Banana Fish относится к жанру сёдзё, но пользуется популярностью не только у женской, но и у мужской аудитории.
Манга получила адаптацию в виде аниме-сериала от студии MAPPA, транслировавшийся с июля по декабрь 2018 года на noitaminA.

## Сюжет
Ирак. Американский солдат внезапно сходит с ума и открывает огонь по своим товарищам. Единственные слова, которые он произнёс: банановая рыба.
Спустя двенадцать лет полиция расследует ряд загадочных самоубийств, а умирающий человек передаёт молодому и харизматичному лидеру банды, Эшу, пузырёк с загадочным веществом...

## Персонажи
Эш Линкс (яп. アッシュ・リンクス Ассю Ринкусу)
Сэйю: Юма Утида
Семнадцатилетний лидер уличной банды Нью-Йорка. Его внешность основана на теннисисте Стефане Эдберге и актере Ривере Фениксе.
Эйдзи Окумура (яп. 奥村 英二 Окумура Эйдзи)
Сэйю: Кэндзи Нодзима
Девятнадцатилетний студент японского колледжа и бывший прыгун с шестом. Внешность Эйдзи основана на актёре Хиронобу Номура.
Макс Лобо (яп. マックス・ロボ Маккусу Робо)
Сэйю: Хироаки Хирата
Ветеран войны во Вьетнаме, внештатный журналист и бывший сотрудник Департамента полиции Нью-Йорка. Прототипом для внешности Макса стал Харрисон Форд.
Сюнъити Ибэ (яп. 伊部 俊一 Ибэ Сюнъити)
Сэйю: Синдзи Кавада
Японский фотожурналист, который приезжает в Нью-Йорк, чтобы сделать репортаж об уличных бандах.
Дино Гольцине (яп. ディノ-ゴルツィネ Дино Горуцинэ)
Сэйю: Унсё Исидзука
Вор в законе, который стремится расширить свою власть, продавая наркотик правительству Соединённых Штатов.

## Медиа

### Манга
Banana Fish публиковалась в ежемесячном журнале Bessatsu shōjo Comic издательства Shogakukan с мая 1985 года по апрель 1994 года. Серия была собрана в виде 19 томов танкобонов и 11 томов бункобан.

### Аниме
Banana Fish получила адаптацию в виде 24-серийного аниме, выпущенное студией MAPPA и режиссёром Хироко Уцуми. Сериал транслировался на телеканале  Fuji TV в программном блоке Noitamina и видео-хостинге Amazon Prime Video с 5 июля по 20 декабря 2018 года. Аниме было снято в рамках проекта по празднованию 40-летия дебюта Акими Ёсиды в качестве мангаки. Действие сериала было изменено с 1980-х на 2010-е годы: Вьетнамская война была изменена на Иракскую, были добавлены смартфоны и т.д.

## Критика и влияние
Banana Fish получила критическое и коммерческое признание и разошлась тиражом более 12 миллионов копий в Японии. В 1998 году манга заняла первое место в опросе «50 лучших манг», проведённом журналом Comic Link.
Несмотря на то, что серия публиковалась и продавалась как манга сёдзё, плотный сюжет и интенсивные диалоги привлекли значительное количество поклонников мужчин и женщин старшего возраста. Когда Banana Fish начала издаваться в североамериканском журнале Pulp, она продавалась как манга сёнэн. Фредерик Шодт идентифицирует мангу как «одну из немногих манг для девочек», которую взрослый японский мужчина мог признаться, что читал, не краснея.